# Young King Ours
Young King Ours (jap. ヤングキングアワーズ, Yangu Kingu Awāzu) ist ein japanisches Manga-Magazin, das sich an ein junges männliches Publikum richtet und daher zur Seinen-Kategorie gezählt wird. Es wird verlegt von Shōnen Gahōsha und entstand 1993 als Ableger des Young King. Bis 2007 bestand auch das Schwestermagazin Young King Ours+.
2016 verkaufte jede Ausgabe des Magazins 50.000 Exemplare, während es 2009 noch 68.000 waren. Das Magazin strotze vor Schusswaffen und paramilitärischer Action, wird es von Jason Thompson beschrieben.

## Serien (Auswahl)
- Aoki Hagane no Arpeggio von Ark Performance
- Asagiri no Miko von Hiroki Ugawa
- Der ultimative Wohnwahnsinn: Unser Leben im Haus Kawai von Ruri Miyahara
- Drifters von Kōta Hirano
- Excel Saga von Kōshi Rikudō
- Geobreeders von Akihiro Ito
- Hellsing von Kōta Hirano
- Hikari to Mizu no Daphne von Satoshi Shiki
- Hoshi no Samidare von Satoshi Mizukami
- Kamunagala von Hajime Yamamura
- Kazan von Gaku Miyao
- Maico 2010 von Toshimitsu Shimizu
- Sarai von Masahiro Shibata
- Soredemo Machi wa Mawatteiru von Masakazu Ishiguro
- Trigun Maximum von Yasuhiro Nightow